# Mistrzostwa Europy w Lekkoatletyce 1978 – bieg na 400 m mężczyzn

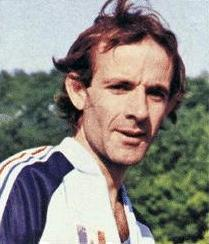
Francis Demarthon

Bieg na dystansie 400 metrów mężczyzn był jedną z konkurencji rozgrywanych podczas XII mistrzostw Europy w Pradze. Biegi eliminacyjne zostały rozegrane 30 sierpnia, półfinałowe 31 sierpnia, a bieg finałowy 1 września 1978 roku. Zwycięzcą tej konkurencji został reprezentant Republiki Federalnej Niemiec Franz-Peter Hofmeister. W rywalizacji wzięło udział dwudziestu pięciu zawodników z czternastu reprezentacji.

## Rekordy
| Rekord świata     | Lee Evans (USA) | 43,86 | Meksyk, Meksyk | 18.10.1968 |
| Rekord Europy     | Karl Honz (FRG) | 44,70 | Monachium, RFN | 21.07.1972 |
| Rekord mistrzostw | Karl Honz (FRG) | 45,04 | Rzym, Włochy   | 04.09.1974 |

## Wyniki

### Eliminacje
Rozegrano cztery biegi eliminacyjne. Do półfinałów awansowało po trzech najlepszych zawodników każdego biegu eliminacyjnego (Q), a także czterech spośród pozostałych z najlepszymi czasami (q).
Bieg 1
| Miejsce | Zawodnik          | Czas  | Uwagi |
| ------- | ----------------- | ----- | ----- |
| 1       | Karel Kolář       | 46,33 | Q     |
| 2       | Jerzy Pietrzyk    | 46,75 | Q     |
| 3       | Wiktor Burakow    | 47,18 | Q     |
| 4       | Željko Knapić     | 47,51 |       |
| 5       | Ornélien Gombault | 47,91 |       |
| 6       | Mike Bayle        | 48,71 |       |
| 7       | Fons Brydenbach   | 53,05 |       |

Bieg 2
| Miejsce | Zawodnik               | Czas  | Uwagi |
| ------- | ---------------------- | ----- | ----- |
| 1       | Franz-Peter Hofmeister | 46,25 | Q     |
| 2       | Richard Ashton         | 46,63 | Q     |
| 3       | Miroslav Tulis         | 46,77 | Q     |
| 4       | Maurice Volmar         | 46,94 | q     |
| 5       | Eddy De Leeuw          | 47,27 | q     |
| 6       | Koen Gijsbers          | 47,65 |       |

Bieg 3
| Miejsce | Zawodnik            | Czas  | Uwagi |
| ------- | ------------------- | ----- | ----- |
| 1       | Lothar Krieg        | 46,57 | Q     |
| 2       | Francis Demarthon   | 46,73 | Q     |
| 3       | Glen Cohen          | 47,05 | Q     |
| 4       | Jens Hansen         | 47,28 | q     |
| 5       | Rijk Van den Berghe | 47,55 |       |
| 6       | Ossi Karttunen      | 48,02 |       |

Bieg 4
| Miejsce | Zawodnik           | Czas  | Uwagi |
| ------- | ------------------ | ----- | ----- |
| 1       | Bernd Herrmann     | 46,50 | Q     |
| 2       | Terry Whitehead    | 46,61 | Q     |
| 3       | Ryszard Podlas     | 46,81 | Q     |
| 4       | Stefano Malinverni | 47,03 | q     |
| 5       | Markku Kukkoaho    | 47,33 |       |
| 6       | Frank Schaffer     | 47,59 |       |

### Półfinały
Rozegrano dwa półfinały. Do finału awansowało po czterech najlepszych zawodników każdego biegu półfinałowego (Q).
Półfinał 1
| Miejsce | Zawodnik           | Czas  | Uwagi |
| ------- | ------------------ | ----- | ----- |
| 1       | Jerzy Pietrzyk     | 46,27 | Q     |
| 2       | Karel Kolář        | 46,28 | Q     |
| 3       | Lothar Krieg       | 46,33 | Q     |
| 4       | Terry Whitehead    | 46,69 | Q     |
| 5       | Glen Cohen         | 46,91 |       |
| 6       | Eddy De Leeuw      | 47,17 |       |
| 7       | Stefano Malinverni | 47,18 |       |
| 8       | Maurice Volmar     | 47,50 |       |

Półfinał 2
| Miejsce | Zawodnik               | Czas  | Uwagi |
| ------- | ---------------------- | ----- | ----- |
| 1       | Bernd Herrmann         | 46,09 | Q     |
| 2       | Franz-Peter Hofmeister | 46,18 | Q     |
| 3       | Francis Demarthon      | 46,26 | Q     |
| 4       | Richard Ashton         | 46,32 | Q     |
| 5       | Miroslav Tulis         | 46,37 |       |
| 6       | Ryszard Podlas         | 46,59 |       |
| 7       | Wiktor Burakow         | 46,91 |       |
| 8       | Jens Hansen            | 47,35 |       |

### Finał
| Miejsce | Zawodnik               | Czas  | Uwagi |
| ------- | ---------------------- | ----- | ----- |
| 1       | Franz-Peter Hofmeister | 45,73 |       |
| 2       | Karel Kolář            | 45,77 | NR    |
| 3       | Francis Demarthon      | 45,97 |       |
| 4       | Lothar Krieg           | 46,22 |       |
| 5       | Terry Whitehead        | 46,23 |       |
| 6       | Richard Ashton         | 46,34 |       |
| 7       | Bernd Herrmann         | 46,69 |       |
| –       | Jerzy Pietrzyk         | DNS   |       |